# Mean Woman Blues
Mean Woman Blues är en rock'n'roll-låt komponerad av Claude Demetrius. Låten spelades in av Elvis Presley i januari 1957 till filmen Ung man med gitarr, och togs med på dess soundtrackalbum Loving You där den var första spår.
Mean Woman Blues återupptogs 1963 av Roy Orbison som gav ut den som singel. Orbisons version blev en hit i USA och Europa, men i vissa länder var det den lugnare b-sidan "Blue Bayou" som blev hitlåten.

## Listplaceringar, Roy Orbison
| Lista (1963-1964) | Position              |
| ----------------- | --------------------- |
| Danmark           | 12 (DR "Top 20")      |
| Frankrike         | 27                    |
| Storbritannien    | 3                     |
| Sverige           | 7 (Kvällstoppen)      |
| Sverige           | 4 (Tio i topp)        |
| USA               | 5 (Billboard Hot 100) |